# San Mauro Cilento
San Mauro Cilento ist eine Gemeinde im Südwesten Italiens in der Provinz Salerno (Region Kampanien). 
Der Ort liegt im Westen des Nationalparks Cilento am südwestlichen Hang des Monte Stella. Hier wohnen 844 Einwohner (Stand 31. Dezember 2023).

## Geografie
Zur Gemeinde gehören noch zwei weitere Ortschaften: Casal Sottano und Mezzatorre. Die Nachbargemeinden sind Montecorice, Pollica, Serramezzana und Sessa Cilento.
San Mauro Cilento ist Teil des Nationalparks Cilento und Vallo di Diano (italienisch: Parco Nazionale del Cilento e Vallo di Diano). Die Ortschaft Mezzatorre ist Mitglied der Costiera Cilentana.